# Област Саранда
Област Саранда (алб. Rrethi i Sarandës; грч. Αγιοι Σαραντα, у преводу са грчког: Светих Четрдесет (мученика Севастијских) - Младенци) је једна од 36 области Албаније. Налази се у јужном делу земље, у округу Валона, у области Северни Епир, на приближним координатама 39,88°N, 20,00°E.
Површина области је 730 km².
Према попису из 2001, број становника области је 35.235. По попису из јануара 1993, број становника је био 53.700.
Центар области је град Саранда. Међу осталим значајним местима су Кониспољ (на граници са Грчком), Ксамил (одмаралиште), Чуке, Врине и Бутринт (археолошко налазиште).
Грчка мањина чини велики проценат становника области Саранде. Постоји и неколико влашких села.
Обухвата општине: Аљико, Дивр, Кониспољ, Ксамиљ, Љивадја (Ливадија, Ливада), Љуков (Луково), Маркат, Саранд (Саранда) и Џар.